# Jaime Itlman
Jaime Itlman, född 25 juli 1924, död 19 november 2005, var en friidrottare från Chile. Han deltog vid olympiska sommarspelen 1948.